# نشریه حزب ایران نوین
نشریه حزب نوین ایران نام یکی از مطبوعات استان فارس در دوران پهلوی دوم است.
این نشریه از سال ۱۳۴۴ خورشیدی به وسیلهٔ حزب نوین ایران، در شیراز به چاپ رسیده است.